# Charles Bachman
Charles Bachman, celým jménem Charles William Bachman III (11. prosince 1924, Manhattan, Kansas, USA – 13. července 2017, Lexington, Massachusetts) byl americký informatik a softwarový inženýr.
Byl znám především pro svou práci v oblasti databázových systémů, za kterou v roce 1973 dostal Turingovu cenu. Je autorem databázového systému Integrated Data Store (IDS), který vyvinul v šedesátých letech dvacátého století během svého působení v General Electric.